# 山口県道226号津布田郡線
山口県道226号津布田郡線（やまぐちけんどう226ごう つぶたこおりせん）は、山口県山陽小野田市を通る一般県道である。

## 概要
山陽小野田市大字津布田から山陽小野田市大字郡に至る。

### 路線データ
- 起点：山陽小野田市大字津布田（国道190号交点）
- 終点：山陽小野田市大字郡（国道2号交点[注釈 1]、山口県道227号厚狭停車場郡線終点）

## 歴史
- 1998年（平成10年）1月6日 - 山口県告示第3号により認定される。

前身は山口県道226号迫田梶厚狭線。国道2号厚狭・埴生バイパスやJR西日本山陽新幹線 厚狭駅の建設を契機として同路線を厚狭郡山陽町大字郡（当時）で分割して成立した路線である。
- 2005年（平成17年）3月22日 - 小野田市と厚狭郡山陽町が対等合併して山陽小野田市が発足したことに伴い起終点の地名表記が変更される。

## 地理

### 通過する自治体
- 山口県
  - 山陽小野田市

### 交差する道路
| 交差する道路                                                          | 交差する場所 | 交差する場所 |
| --------------------------------------------------------------------- | ------------ | ------------ |
| 国道190号                                                             | 大字津布田   | 起点         |
| 国道190号                                                             | 大字郡       | 渡場交差点   |
| 国道2号 / 厚狭・埴生バイパス 国道9号 重複 山口県道227号厚狭停車場郡線 | 大字郡       | 終点         |

### 沿線
- 厚狭川